# آلفردو پرز
آلفردو پرز (اسپانیایی: Alfredo Pérez‎; زاده ۱۰ آوریل ۱۹۲۹ – درگذشته ۲۳ اوت ۱۹۹۴) بازیکن فوتبال اهل آرژانتین بود.
از باشگاه‌هایی که در آن بازی کرده‌است می‌توان به باشگاه فوتبال ریور پلاته اشاره کرد.
وی همچنین در تیم ملی فوتبال آرژانتین بازی کرده است.